# Shadow Warrior (игра, 1997)
Shadow Warrior (с англ. — «Воин Тени») — компьютерная игра в жанре шутера от первого лица, разработанная 3D Realms и выпущенная GT Interactive 13 мая 1997 года. Игра была создана на основе движка Build Engine, разработанного Кеном Сильверманом. 1 октября 1997 года вышел порт игры под Mac OS.
Нововведения движка игры включают в себя возможность размещения в игровой среде одного помещения над другим, использование для оружия и прочих предметов инвентаря вокселов вместо спрайтов, прозрачность воды, возможность подъёма и спуска по вертикальным лестницам, а также управляемые средства передвижения, часть которых может быть использована для боя. В игре с изобилием представлены насилие, кровь, чёрный юмор и сексуальная тематика (последнее, правда, в меньшей степени, чем в Duke Nukem 3D).
В марте 1998 года компания GT Interactive выпустила сборник из двух дисков, включавший в себя Shadow Warrior и Duke Nukem 3D, и получивший название East Meets West (с англ. — «Восток встречает Запад»).
1 апреля 2005 года 3D Realms выпустила исходный код игры под свободной лицензией GNU GPL.
29 мая 2013 года компания Devolver Digital объявила, что в течение ограниченного времени игра будет доступна для бесплатного скачивания на Steam. Позже в тот же день компания объявила, что игра будет доступна для бесплатного скачивания постоянно.

## Внутриигровое содержание

### Сюжет
Проработав много лет «воином тени» — телохранителем и исполнителем различной грязной работы — в могущественной корпорации «Зилла», Ло Ван узнаёт о планах корпорации призвать монстров из других измерений и завоевать мир, и покидает компанию. Узнав, что бывший наёмник может помешать её планам, корпорация посылает своих подручных убить его.
В течение игры Ван обнаруживает, что люди Зиллы убили его учителя, и задаётся целью отомстить.

### Противники
В отличие от большинства игр того времени в Shadow Warrior даже самые, казалось бы, слабые враги могут доставить очень серьёзные проблемы. Почти все они владеют мощным оружием, а уже вторая-третья атака ближнего боя очень часто оказывается смертельной для игрока. Лучше всего подобрать для каждого вида противника определённое оружие, использование которого поможет избежать неприятностей.

## Продолжения
10 мая 2013 года был анонсирован ремейк с одноименным названием. Разработчиком выступила польская студия Flying Wild Hog, издателем — компания Devolver Digital. Игра была выпущена 26 сентября 2013 года.
11 июня 2015 года было анонсировано продолжение Shadow Warrior (2013). Shadow Warrior 2 была выпущена 13 октября 2016 года на платформе Microsoft Windows и 19 мая 2017 года на PlayStation 4 и Xbox One. Разработчиком игры снова выступила студия Flying Wild Hog, издателем — Devolver Digital. Сюжет игры происходит через пять лет после событий в Shadow Warrior (2013).

## Отзывы
| Иноязычные издания    | Иноязычные издания         |
| Издание               | Оценка                     |
| --------------------- | -------------------------- |
| AllGame               | [ 9 ]                      |
| GameSpot              | 7,2/10                     |
| Русскоязычные издания |                            |
| Издание               | Оценка                     |
| Game.EXE              | 23 %                       |
| «Игромания»           | [ 12 ]                     |
| «НИМ»                 | 6,6 из 10 (бета) 5,4 из 10 |

Выход игры вызвал некоторый протест. В частности, в статье журнала Computer Gaming World игра критиковалась за грубое и неаутентичное представление общества и культуры Дальнего Востока. 3D Realms в ответ на критику заявили, что не преследовали расистские цели, а использовали попурри из элементов азиатской культуры с целью создать «весёлую игру», которую «не стоит воспринимать слишком всерьёз» и пародировавшую «плохие фильмы о кунг-фу». Преподаватель английского языка в Спрингфилдском колледже доктор Энтони Сзе-Фай Шуй выразил схожее мнение, в частности, что японские корпорации в игре представлены «алчными» и слишком «традиционными».
Летом 2018 года, благодаря уязвимости в защите Steam Web API, стало известно, что точное количество пользователей сервиса Steam, которые играли в переиздание Shadow Warrior Classic Redux хотя бы один раз, составляет 278 226 человек.